# Paul Mathes

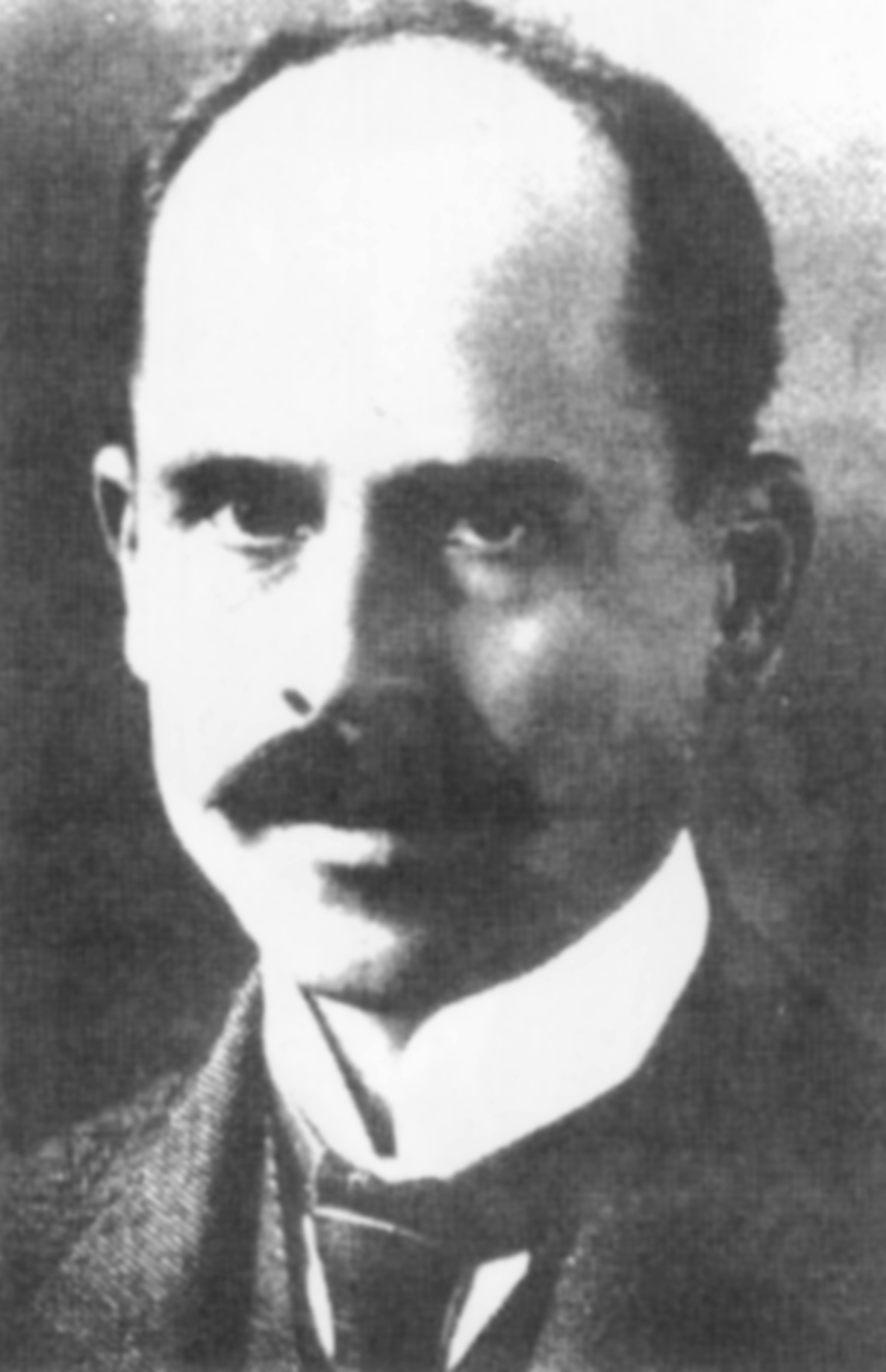
Paul Mathes, vor 1911

Paul Mathes (* 20. Jänner 1871 in Wien; † 24. Juni 1923 in Innsbruck) war ein österreichischer Frauenarzt und Geburtshelfer sowie Konstitutionsforscher.
Nach dem Studium der Medizin promovierte er an der Universität Wien unter Emil Zuckerkandl. Mathes wurde Schüler von Anton Eiselsberg in Königsberg. Unter von Alfons von Rosthorn arbeitete er bis 1907 in Prag und Graz. An der Universität Graz wurde Mathes Privatdozent und Professor, bevor er als Ordinarius an die Universität Innsbruck berufen wurde. Von 1920 bis 1922 war er Präsident der Deutschen Gesellschaft für Gynäkologie und Geburtshilfe und organisierte deren Kongress 1922 in Innsbruck. Paul Mathes nahm sich 1923 im Alter von 52 Jahren das Leben.
Mathes befasste sich als erster deutschsprachiger Gynäkologe intensiv mit der Rolle der Konstitution in der Frauenheilkunde und stellte Therapierichtlinien auf. Seine wichtigste Publikation zu diesem Thema erschien ein Jahr nach seinem Tod.

## Schriften (Auswahl)
- Paul Mathes: Zur Morphologie der Mesenterialbildungen bei Amphibien. Dissertation, Universität Wien 1895
- Paul Mathes, Hans Guggisberg: Die Konstitutionstypen des Weibes, insbesondere der intersexuelle Typus. In: Josef Halban, Ludwig Seitz: Biologie und Pathologie des Weibes. Band 3, Urban & Schwarzenberg, 1924
- Paul Mathes: Der Infantilismus, die Asthenie und deren Beziehungen zum Nervensystem. Karger 1912
- Paul Mathes: Hebammenlehrbuch. Urban & Schwarzenberg, 1908